# Bệnh đau răng
Bệnh đau răng, còn được gọi là đau răng, là đau đớn bên trong răng và/ hoặc cấu trúc nâng đỡ của chúng, gây ra bởi bệnh về răng miệng hoặc đau dị nguyên trong răng mà không phải bệnh lý nha khoa. Khi bệnh trầm trọng hơn có thể ảnh hưởng đến giấc ngủ, ăn uống và các hoạt động hàng ngày khác..
Các nguyên nhân phổ biến bao gồm viêm tủy, thường đáp ứng với sâu răng, chấn thương nha khoa, hoặc các yếu tố khác, như ngà quá mẫn (đau buốt và hết nhanh, thường liên quan đến bề mặt rễ lộ ra ngoài), viêm nha chu đỉnh (viêm dây chằng nha chu, và viêm xương đỉnh răng xung quanh đỉnh gốc), áp xe nha khoa (tụ chất mủ, như áp xe đỉnh, áp xe quanh thân răng và áp xe nha chu), viêm xương ổ răng ("dry socket", viêm khớp khô, có thể là một biến chứng của nhổ răng, với sự mất cục máu đông và làm lộ xương), hoại tử loét cấp tính (nhiễm trùng nướu, còn được gọi là "trenchmouth"), rối loạn về khớp thái dương hàm và những căn bệnh khác.
Viêm tủy được phân loại là có thể đảo ngược khi cơn đau nhẹ đến trung bình và kéo dài trong một thời gian ngắn sau khi kích thích (ví dụ, lạnh hoặc ngọt), hoặc không thể đảo ngược khi cơn đau nặng, tự phát, và kéo dài một thời gian dài sau khi kích thích. Không được điều trị, viêm tủy có thể trở nên không thể đảo ngược, rồi tiến đến hoại tử tủy (cái chết của tủy răng) và viêm nha chu đỉnh. Áp xe thường gây đau nhói. Áp xe đỉnh thường xảy ra sau khi hoại tử tủy, áp xe quanh thân răng thường được kết hợp với viêm màng ngoài cấp tính của một chiếc răng khôn thấp hơn, và áp xe nha chu thường biểu hiện một biến chứng của viêm nha chu mãn tính (bệnh nướu răng). Ít phổ biến hơn, điều kiện không nha khoa có thể gây đau răng, như viêm xoang hàm trên, có thể gây đau ở răng hàm trên, răng hàm dưới hay đau thắt ngực.
Đau răng là loại đau phổ biến nhất của đau vùng miệng hoặc mặt:125–135 Đây là một trong những lý do phổ biến nhất cho các cuộc hẹn khám nha khoa khẩn cấp. Chẩn đoán chính xác đôi khi có thể gặp khó khăn. Việc điều trị đau răng phụ thuộc vào nguyên nhân chính xác, và có thể liên quan đến trám răng, điều trị tủy, nhổ răng, rạch thoát mủ, hoặc các hành động khắc phục hậu quả khác. Giảm đau răng được coi là một trong những nhiệm vụ chính của nha sĩ. Trong năm 2013, 223 triệu trường hợp đau răng xảy ra là kết quả của sâu răng trong răng vĩnh viễn và 53 triệu trường hợp xảy ra trong răng sữa. Trong lịch sử, nhu cầu điều trị đau răng được cho là đã dẫn đến sự xuất hiện của phẫu thuật nha khoa như một chuyên khoa đầu tiên của y học.